# Scaptomyza varia
Scaptomyza varia är en tvåvingeart som beskrevs av Hardy 1965. Scaptomyza varia ingår i släktet Scaptomyza och familjen daggflugor. Inga underarter finns listade i Catalogue of Life.